# Giovanni Fabbroni
Pour les articles homonymes, voir Fabroni.
Giovanni Valentino Mattia Fabbroni, francisé en « Jean-Valentin-Mathias, chevalier Fabbroni » (° 13 février 1752 - Florence † 17 décembre 1822 - Pise), est un physicien, chimiste, agronome et parlementaire toscan des XVIIIe et XIXe siècles. Franc-maçon, en 1776 à Paris il est reçu dans la célèbre Loge des Neuf Sœurs, où le 7 avril 1778 il participe à l'initiation de Voltaire.

## Biographie

### Scientifique toscan
Giovanni Fabbroni appartient à une famille noble originaire de Pistoie. Naturaliste distingué, ami et le collaborateur de Felice Fontana, Fabroni enseigne les sciences à Florence et à Pise. Chargé de diverses missions scientifiques par le gouvernement toscan, il est en France par le grand-duc Léopold pour y étudier les découvertes nouvelles, et, à son retour à Florence, est nommé vice-directeur, puis directeur du cabinet de physique du grand-duc.
Commissaire de la Toscane (1798) pour la vérification de l'unité des poids et mesures, il concourt à cette vérification, ainsi qu'à la fixation spéciale de l'unité de poids.

### Parlementaire français
En[1807, lors de la réunion de la Toscane à l'Empire français, Fabbroni dresse les tables de comparaison des mesures de son pays avec le mètre et ses dérivés.
Après avoir reçu d'importantes missions scientifiques et politiques des divers gouvernements qui se succédèrent en Toscane au commencement du XIXe siècle, il est nommé par Napoléon Ier, le 5 juillet 1809, député de l'Arno au Corps législatif, et reçoit également le titre de chevalier de l'Empire, et les fonctions de maître des requêtes au Conseil d'État (1810) et de directeur des ponts et chaussées dans les départements au-delà des Alpes : en cette qualité, il fait exécuter des travaux considérables et contribua beaucoup à faire entreprendre en Italie l'exploitation des mines de houille et répandre l'emploi de ce combustible.

### Restaurationhabsbourgeoise
Après la restauration de la maison de Lorraine en Toscane, il se consacre à l'enseignement (il est honoraire des universités de Pise et de Wilna). Il est d'autre part commissaire impérial pour les mines, hauts-fourneaux, et forges du Grand-duché de Toscane et membre correspondant de l'Institut royal de France.
Le chevalier Fabbroni, dont les connaissances étaient très étendues, a composé un grand nombre d'ouvrages estimés sur l'agriculture et la botanique, l'économie politique et l'économie rurale, l'histoire naturelle, la chimie, la physiologie, la physique et l'archéologie.
Il perfectionne les procédés de la peinture, améliore les vins, découvre la manière de faire le borax, et publie sur la chimie, l'agriculture et l'économie, une foule d'ouvrages. Ses Mémoires sont insérés dans les Annales de chimie. On a aussi de lui un Éloge de d'Alembert (1784).
Un cratère de la Lune porte son nom.
La bibliothèque du Museo Galileo de Florence conserve une grande collection de documents d’archive divisée en deux parties: la plus grande, un fond dit « Fondo Fabbroni », et le « Carte Fabbroni ». Il s’agit là de nombreuses lettres concernant l’histoire du Musée Royal de physiques et d’histoire naturelle de Florence, permettant de suivre pas à pas le parcours des activités d’étude et de recherche de cet institut, ainsi que sa gestion. Aussi, à travers plusieurs de ces documents, que Fabbroni voulut toujours conserver dans son archive privé, le conflit qui l’opposa à Felice Fontana apparait avec évidence. Le fond, en somme, représente une tranche de vie politique et culturelle de la Toscane en période de grands bouleversements politiques et institutionnels et offre une entrevue sur le contexte scientifique de fin du XVIIIe siècle et du XIXe siècle.

## Titres
- Chevalier Fabbroni et de l'Empire (à la suite du décret du 25 janvier 1810 le nommant membre de la Légion d'honneur, lettres patentes de 25 mars 1810, Compiègne) ;

## Distinctions
- Chevalier de la Légion d'honneur Membre de la Légion d'honneur (25 mars 1810).

## Armoiries
| Figure | Blasonnement |
|        | Armes du chevalier Fabbroni et de l'Empire Parti au premier d'azur à la bande d'argent chargée de trois marteaux du champ, sénestrée au chef d'un globe d'argent chargé d'un sautoir de gueules ; au deuxième d'azur à la fasce d'or, accompagnée de trois roues du même : champagne de gueules du tiers de l'écu, au signe des chevaliers. - Livrées : bleu, noir, blanc et rouge |